# Подберёзово (Мценский район)
Подберёзово — деревня в Мценском районе Орловской области России. Административный центр Подберёзовского сельского поселения.

## География
Деревня находится в северной части Орловской области, в лесостепной зоне, в пределах центральной части Среднерусской возвышенности, на правом берегу реки Зуша, на расстоянии примерно 2 км (по прямой) к востоку от города Мценск, административного центра района. Абсолютная высота — 151 м над уровнем моря.
Климат
Климат характеризуется как умеренно континентальный с умеренно морозной зимой и теплым, иногда жарким летом. Средняя многолетняя температура самого холодного месяца — января, составляет −9,4°С, температура самого теплого +19°С.
Часовой пояс
Деревня Подберёзово, как и вся Орловская область, находится в часовой зоне МСК (московское время). Смещение применяемого времени относительно UTC составляет +3:00.

## Население
| 2002 | 2010 |
| ---- | ---- |
| 977  | ↘367 |

Половой состав
По данным Всероссийской переписи населения 2010 года в гендерной структуре населения мужчины составляли 47,7 %, женщины — соответственно 52,3 %.
Национальный состав
Согласно результатам переписи 2002 года, в национальной структуре населения русские составляли 93 % из 977 чел.

## Инфраструктура
Действуют начальная школа, фельдшерско-акушерский пункт и библиотека.

## Улицы
Уличная сеть деревни состоит из одной улицы (ул. Весенняя).